# Gele snuituil
De gele snuituil (Paracolax tristalis) is een nachtvlinder uit de familie van de spinneruilen (Erebidae). De voorvleugellengte bedraagt tussen de 14 en 16 millimeter. De soort komt verspreid over het Palearctisch gebied voor. Hij overwintert als rups.

## Waardplanten
De gele snuituil heeft allerlei loofbomen en struiken als waardplanten.

## Voorkomen in Nederland en België
De gele snuituil is in Nederland en België een zeldzame soort, die verspreid over het hele gebied kan worden gezien, met name op zandgronden. De vlinder kent één generatie die vliegt van halverwege juni tot en met augustus.